# Lonchophylla concava
Lonchophylla concava' är en däggdjursart som beskrevs av den amerikanske zoologen Edward Alphonso Goldman 1914, under artnamnet L. mordax. Den blev 2005 en egen art, men ingår fortfarande i släktet Lonchophylla, och fladdermusfamiljen bladnäsor.
IUCN kategoriserar arten globalt som nära hotad.

## Utbredning
Lonchophylla concava förekommer i Costa Rica, Panama, västra Ecuador och Colombia.